# فاندانا شيفا
فاندانا شيفا (ولدت في 5 نوفمبر 1952) هي باحثة هندية وناشطة بيئية وداعية للسيادة الغذائية ومؤلفة مناهضة للعولمة. ومقرها حاليًا في دلهي، قامت بتأليف أكثر من عشرين كتابا. 
وهي واحدة من قادة وأعضاء مجلس إدارة المنتدى الدولي للعولمة (إلى جانب جيري ماندر ورالف نادر وجيريمي ريفكين)، وهي شخصية في حركة التضامن العالمية المعروفة باسم حركة مناهضة العولمة. وهي عضو في اللجنة العلمية لمؤسسة Fundacion IDEAS، وهو مركز أبحاث الحزب الاشتراكي الإسباني.  وهي أيضًا عضو في المنظمة الدولية لمجتمع تشاركي.  حصلت على جائزة رايت ليفيلهوود في عام 1993، وهي جائزة تُعرف باسم «جائزة نوبل البديلة».

## النشأة والتعليم
ولدت فاندانا شيفا في دهرادون. والدها حارس للغابات ووالدتها مزارعة محبة للطبيعة. تعلمت في مدرسة دير سانت ماري الثانوية في ناينيتال، وفي دير يسوع ومريم في دهرادون. 
درست شيفا الفيزياء في جامعة بنجاب في شانديغار، وتخرجت بدرجة البكالوريوس في العلوم في عام 1972. انتقلت إلى كندا لمتابعة درجة الماجستير في فلسفة العلوم في جامعة جيلف في عام 1977 إذ كتبت أطروحة بعنوان «التغييرات في مفهوم دورية الضوء»، بعد قضاء فترة وجيزة في مركز بهابها للأبحاث الذرية. أكملت وحصلت على درجة الدكتوراه في الفلسفة في جامعة ويسترن أونتاريو في عام 1978، مع التركيز على فلسفة الفيزياء. كانت أطروحتها بعنوان «المتغيرات الخفية المحلية في نظرية الكم» ناقشت فيها الآثار الرياضية والفلسفية لنظريات المتغير الخفي التي تقع خارج نطاق مبرهنة بيل. تابعت لاحقاً بحثًاً متعدد التخصصات في العلوم والتكنولوجيا والسياسة البيئية في المعهد الهندي للعلوم والمعهد الهندي للإدارة في بنغالور.

## المهنة
كتبت فاندانا شيفا وتحدثت على نطاق واسع عن التطورات في مجال الزراعة والغذاء. تعد حقوق الملكية الفكرية والتنوع البيولوجي والتكنولوجيا الحيوية وأخلاقيات البيولوجيا والهندسة الوراثية من بين المجالات التي ناضلت شيفا من أجلها من خلال حملات الناشطين. ساعدت المنظمات الشعبية للحركة الخضراء في إفريقيا وآسيا وأمريكا اللاتينية وإيرلندا وسويسرا والنمسا في حملات ضد التقدم في التنمية الزراعية عبر الهندسة الوراثية.
أسست مؤسسة أبحاث العلوم والتكنولوجيا والبيئة في عام 1982. أدى ذلك إلى إحداث نافدانيا في عام 1991، وهي حركة وطنية لحماية تنوع وسلامة الموارد الحية  وخاصة البذور المحلية وتشجيع الزراعة العضوية والتجارة العادلة. تعتبر نافدانيا التي تُترجم إلى «تسع بذور» أو «هدية جديدة»، مبادرة من مؤسسة أبحاث العلوم والتكنولوجيا والبيئة لتعليم المزارعين فوائد الحفاظ على المحاصيل المتنوعة والفردية بدلاً من قبول العروض المقدمة من منتجي أغذية الزراعة الأحادية. أسست المبادرة أكثر من 40 مصرفاً أساسياً في جميع أنحاء الهند لتوفير فرصة إقليمية للزراعة المتنوعة. في عام 2004 بدأت شيفا في بيجا فيديابيث، وهي كلية دولية للحياة المستدامة في دون فالي بالتعاون مع كلية شوماخر في المملكة المتحدة. 
في مجال حقوق الملكية الفكرية والتنوع البيولوجي، تحدت شيفا وفريقها في مؤسسة أبحاث العلوم والتكنولوجيا والبيئة القرصنة البيولوجية للنيم « الأزدرخت الهندي»  وأرز بسمتي والقمح. عملت مع مجموعات من الخبراء الحكوميين حول التشريعات المتعلقة بالتنوع البيولوجي وحقوق الملكية الفكرية.
ساعد كتابها الأول «البقاء على قيد الحياة» عام 1988، في إعادة تعريف مفاهيم نساء العالم الثالث. في عام 1990، كتبت تقريراً لمنظمة الأغذية والزراعة عن المرأة والزراعة بعنوان «معظم المزارعين في الهند من النساء». أسست وحدة نوع الجندر في المركز الدولي لتنمية الجبال في كاتماندو وكانت عضواً مؤسساً في منظمة المرأة للبيئة والتنمية.
نشرت شيفا كتاباً بعنوان «صنع السلام مع الأرض» لناشر أسترالي يدعى سيبنيفكس قيل إنه يستند إلى محاضرة لجائزة سيدني للسلام صدرت عام 2010 فيما يتعلق بالهواجس والرؤى الاجتماعية-البيئية الهندية. يتناول هذا الكتاب التنوع البيولوجي والعلاقة بين المجتمعات والطبيعة. «بناءً على ذلك، تربط تدمير التنوع البيولوجي الطبيعي مع تفكيك المجتمعات التقليدية -أولئك الذين «يفهمون لغة الطبيعة»». على الرغم من أن هذا الكتاب يعتمد على وطن شيفا، الهند، لكن يُظهر الكتاب مدى ملاءمته للعديد من المناطق الأخرى إذ أصبحت «القرية رمزاً، وعبرت بشكل مجازي عن «المحلية» في جميع الدول».
عملت شيفا أيضاً مستشارة للحكومات في الهند وفي الخارج وكذلك المنظمات غير الحكومية، بما في ذلك المنتدى الدولي للعولمة، ومنظمة المرأة للبيئة والتنمية وشبكة العالم الثالث. ترأست شيفا لجنة مستقبل الغذاء التي أنشأتها منطقة توسكانا في إيطاليا، وهي عضو في اللجنة العلمية التي نصحت رئيس الوزراء الإسباني الأسبق ثاباتيرو. شيفا عضو في اللجنة التوجيهية لحملة الشعب الهندي ضد منظمة التجارة العالمية وعضو في مجلس المستقبل العالمي. تعمل شيفا في لجان حكومة الهند المعنية بالزراعة العضوية. شاركت في مشروع بورصة الرؤى في عام 2007. 

## النشاط
أمضت فاندانا شيفا معظم حياتها في الجمع والدفاع عن التنوع البيولوجي والمعرفة الأهلية. عملت على تعزيز التنوع البيولوجي في الزراعة لزيادة الإنتاجية والتغذية ودخل المزارعين ومن أجل هذا العمل اعتُرِف بها باعتبارها «بطلة بيئية» من قبل مجلة تايم في عام 2003. بدأ عملها في الزراعة عام 1984 بعد أعمال العنف في بنجاب وكارثة بوبال الناجمة عن تسرب الغاز من مصنع تصنيع مبيدات الحشرات في يونيون كاربايد. أدت دراساتها لجامعة الأمم المتحدة إلى نشر كتابها «عنف الثورة الخضراء». 
في مقابلة مع ديفيد برساميان، ناقش شيفا بأن حزمة البذور الكيميائية التي تروج لها زراعة الثورة الخضراء استنفدت التربة الخصبة ودمرت الأنظمة البيئية الحية وأثرت سلباً على صحة الناس. تستشهد شيفا في عملها ببيانات تدل على أنه يوجد اليوم أكثر من 1400 مبيد حشري ربما يدخل النظام الغذائي في جميع أنحاء العالم، لأن 1% فقط من مبيدات الحشرات ترش على الآفة المستهدفة. تجادل فاندانا شيفا إلى جانب شقيقتها ميرا شيفا، بأن التكلفة الصحية لزيادة استخدام المبيدات الحشرية والأسمدة تتراوح من السرطان والفشل الكلوي إلى أمراض القلب.

### حرية البذور
من الأمور الأساسية في عمل شيفا فكرة حرية البذور أو رفض براءات اختراع الشركات على البذور. قامت بحملة ضد تنفيذ اتفاقية منظمة التجارة العالمية لعام 1994 بشأن حقوق الملكية الفكرية المتعلقة بالتجارة، والتي توسع نطاق براءات الاختراع لتشمل أشكال الحياة. انتقد شيفا الاتفاقية باعتبارها تتضمن علاقات وثيقة مع قطاع الشركات وتفتح الباب لمزيد من براءات الاختراع على الحياة. تدعو شيفا براءات الاختراع على الحياة بأنها «قرصنة بيولوجية»، وحاربت ضد محاولات براءات الاختراع للعديد من النباتات الأصلية مثل أرز بسمتي. في عام 2005، كانت منظمة شيفا واحدة من ثلاث منظمات فازت في معركة استمرت 10 أعوام في المكتب الأوروبي للبراءات ضد القرصنة البيولوجية للنيم من قبل وزارة الزراعة الأمريكية وشركة ويليام راسيل غريس. في عام 1998، بدأت منظمة نافدانيا التابعة لشيفا حملة ضد القرصنة البيولوجية لأرز بسمتي من قِبل الشركة الأمريكية رايس تك. فقدت رايس تك معظم مطالبها ببراءة الاختراع بعد الحملات المكثفة في عام 2001.

## روابط خارجية
- فاندانا شيفا على موقع IMDb (الإنجليزية)
- فاندانا شيفا على موقع الموسوعة البريطانية (الإنجليزية)
- فاندانا شيفا على موقع مونزينجر (الألمانية)
- فاندانا شيفا على موقع ميوزك برينز (الإنجليزية)
- فاندانا شيفا على موقع إن إن دي بي (الإنجليزية)
- فاندانا شيفا على موقع أول ميوزيك (الإنجليزية)
- فاندانا شيفا على موقع ديسكوغز (الإنجليزية)
- فاندانا شيفا على موقع قاعدة بيانات الفيلم (الإنجليزية)
- موقع فاندانا شيفا الشخصي
- موقع نافدانيا
- حرية البذور
- موقع لما يسمى محكمة مونسانتو لعام 2016
- فاندانا شيفا في شجرة علماء الرياضيات
- فاندانا شيفا في قاعدة بيانات الأفلام على الإنترنت
- A Conversation with Dr. Vandana Shiva, Mount Allison University, 26 February 2012, Dr. Ian Mauro and an audience of ca. 300 على يوتيوب ؛ تم الوصول إليه في 22 فبراير 2013.